# Karl Schrenk
Pour les articles homonymes, voir Schrenk.
Karl Schrenk est un footballeur et entraîneur autrichien, actif au début du XXe siècle.

## Biographie
Il a joué plusieurs saisons au First Vienna avant la Première Guerre mondiale en tant que milieu de terrain, honorant deux sélections en équipe nationale autrichienne.
Après le conflit, il devient entraîneur, passant notamment par la Suisse (FC Olten et FC Aarau), l'Allemagne (VfL Osnabrück,) et la Belgique (FC Bruges,).
On a très peu d'informations sur sa vie et le reste de sa carrière de joueur.